# Betreuungsverfügung
Die Betreuungsverfügung ist im deutschen Rechtsverkehr eine Möglichkeit der persönlichen und selbstbestimmten Vorsorge für den Fall, dass jemand selbst nicht mehr in der Lage ist, seine eigenen Angelegenheiten zu erledigen. Ihr Vorteil ist, dass sie nur dann Wirkungen entfaltet, wenn es tatsächlich erforderlich wird (§ 1814 BGB).

## Weisungen an das Betreuungsgericht
Das Betreuungsgericht hat bei der Auswahl eines Betreuers die in der Betreuungsverfügung getätigten Vorschläge im Rahmen des § 1816 Abs. 2 BGB zu berücksichtigen. Dazu ist es erforderlich, dass im Falle einer Betreuungsbedürftigkeit die Betreuungsverfügung dem Gericht bekannt wird. Hierzu gibt es in § 1816 Abs. 2 BGB eine Pflicht jedermanns, eine solche Verfügung beim Bekanntwerden eines gerichtlichen Betreuungsverfahrens dem Betreuungsgericht zu übermitteln. In einigen Bundesländern ist darüber hinaus auch schon zuvor die Hinterlegung einer Betreuungsverfügung beim Gericht möglich (zurzeit in Bayern, Hessen, Sachsen, Sachsen-Anhalt und Thüringen). Im Rahmen der Registrierung von Vorsorgevollmachten im Rahmen des Zentralen Vorsorgeregisters der Bundesnotarkammer können dort auch Angaben zur Betreuungsverfügung hinterlegt werden.

## Unterschied zur Vorsorgevollmacht
Bei anderen Vorsorgemöglichkeiten (Vorsorgevollmacht, Patientenverfügung) ist man  auf das Vertrauen gegenüber dem Bevollmächtigten bzw. den Ärzten angewiesen, denn der Betroffene selbst ist im Zweifel nicht mehr in der Lage, die eigenen Vorgaben zu kontrollieren. Außerdem lässt es sich bei diesen Vorsorgemöglichkeiten nicht sicherstellen, die Handlungsvollmacht für einen Dritten nur wirksam werden zu lassen, wenn es erforderlich ist. Andererseits gilt sie bereits unmittelbar im Falle, dass die Handlungsunfähigkeit eintritt und muss nicht noch von einem Gericht bestätigt werden.
Die Betreuungsverfügung entfaltet erst dann Wirkung, wenn das Gericht es entsprechend der gesundheitlichen Situation des Verfügenden für erforderlich hält, dass die Handlungsbefugnis dem vom Verfügenden Vorgeschlagenen übertragen wird und diese Befugnis dann unter gerichtlicher Kontrolle steht. Der Vorgeschlagene wird dann vom Gericht zum Betreuer ernannt. Das heißt, das Betreuungsgericht wacht über die Einhaltung der Verfügung und z. B. über jeden Ein- und Ausgang auf den Konten des Verfügenden.
Anders als bei einer Vorsorgevollmacht ist es bei einer Betreuungsverfügung nicht nötig, dass bei ihrer Abfassung Geschäftsfähigkeit (§ 104 BGB) gegeben ist. Die in der Betreuungsverfügung geäußerten Wünsche sind für das Gericht grundsätzlich auch dann zu beachten, wenn sie von einem Geschäftsunfähigen geäußert wurden.

## Erforderlichkeit
Bei jedem kann jederzeit der Fall eintreten, der eine Betreuungsverfügung sinnvoll macht.
Nach einem Unfall, einem (Hirn-)Infarkt, bei Demenz, psychischer Erkrankung etc. kann schnell die Situation eintreten, dass der Betroffene selbst nicht mehr handlungsfähig ist und ein anderer für ihn handeln muss.
Das für den Betroffenen örtlich zuständige Amtsgericht als Betreuungsgericht wird in diesem Fall erforderlichenfalls einen Betreuer bestellen. Im Jahr 2015 wurden nach Auskunft des Bundesjustizamts 37 % der bedürftigen Personen durch berufliche Betreuer betreut. Auf dieses Verfahren kann man im Vorfeld Einfluss nehmen.

## Inhalt einer Betreuungsverfügung
Mittels der Betreuungsverfügung kann man bestimmen
- wer zum Betreuer bestellt werden soll und wer nicht (§ 1816 Abs. 2 BGB),
- wo der Wohnsitz des Betreuten sein soll (§ 1821 Abs. 2 BGB),
- was inhaltlich auch Bestandteil einer Patientenverfügung sein könnte
- in eingeschränktem Maße auch Umgang mit Finanzen, Geschenke usw. Hier ist der Betreuer aber durch restriktive Maßnahmen der Vermögensverwaltung gesetzlich eingeschränkt (§ 1838, §§ 1839 ff. BGB).
- Die Betreuungsverfügung kann aber seit 1. Januar 2023 Personen als  befreite Betreuer benennen, die eigentlich nicht zu dem Personenkreis gehören (§ 1859 Abs. 2 BGB). Z.B die nicht im Gesetz erwähnten Schwiegerkinder.

Nicht jeder möchte im Alter in einem Altenheim gepflegt werden, wo er medizinisch und pflegerisch gut versorgt ist, sondern lieber in der eigenen Wohnung bleiben, wo er vielleicht Einbußen in der medizinischen Versorgung und Pflege hinnehmen muss.
Das, was von vielen unter Lebensqualität verstanden wird, kann mit einem mehr oder weniger hohen Risiko verbunden sein. Bei Menschen, mit denen eine Verständigung über diese Fragen nicht mehr möglich ist, setzt die Betreuungsverfügung an.
Die Betreuungsverfügung baut in erster Linie nicht auf Vertrauen. Ihr Inhalt dient vielmehr zu gegebener Zeit dem Gericht zur Kontrolle. Das Gericht überwacht z. B. Zahlungsvorgänge auf dem Konto des Betroffenen und kontrolliert auch die Einhaltung der Vorgaben der Betreuungsverfügung.

## Form der Betreuungsverfügung
Diese sollte nach Überlegung der eigenen Wünsche, Möglichkeiten und Vorstellungen, seien sie kultureller, wissenschaftlicher oder religiöser Natur, möglichst handschriftlich verfasst werden. Gesetzlich vorgeschrieben ist dies freilich nicht.
Sinnvoll ist es auch, die Betreuungsverfügung regelmäßig zu aktualisieren, um sie damit der Wandlung eigener persönlicher Vorstellungen anzupassen. Eine regelmäßige, etwa einmal jährliche Ergänzung der Betreuungsverfügung  mit dem Satz „Ich will an der vorstehenden Verfügung festhalten“ sowie Datum und Unterschrift erleichtern dem Gericht die Beurteilung der Frage, ob die Betreuungsverfügung den aktuellen Willen des Betroffenen wiedergibt.
Zum Abfassen einer Betreuungsverfügung kann als Vorlage jeder Entwurf einer Vorsorgevollmacht verwendet werden. Diese sollte in Betreuungsverfügung umbenannt werden.
Fachkundige raten von vorformulierten Vordrucken ab, die man nur noch ankreuzen und/oder unterschreiben muss. Sie halten sorgfältige Überlegungen, Einholung umfassenden Rates und Aufklärung und eigene Formulierungen für erforderlich, um den eigenen Willen wirksam niederzulegen.

## Beratung und Beglaubigung
Die Einholung von Rat und Aufklärung bei Dritten, beispielsweise Notaren oder Rechtsanwälten, kann sich empfehlen. Betreuungsvereine sind ebenfalls zur Beratung bei der Abfassung von Vorsorgevollmachten und Betreuungsverfügungen verpflichtet. Oft beraten auch Krankenhaus- und Altenheimsozialdienste in Bezug auf Betreuungsverfügungen. Unterschriften unter diese Dokumente können seit dem 1. Juli 2005 auch von der örtlichen Betreuungsbehörde beglaubigt werden.

## Hinterlegung der Betreuungsverfügung
Das Betreuungsgericht muss die Betreuungsverfügung berücksichtigen. Das kann es aber nur, wenn die Betreuungsverfügung auffindbar ist. Hinterlegt werden sollte dieses Dokument also am besten da, wo es auch gefunden werden kann. Denkbar ist die Aufbewahrung zum Beispiel zu Hause in einem Notfallordner. Zusätzlich kann die Betreuungsverfügung beim zentralen Vorsorgeregister der Bundesnotarkammer registriert werden. Der Nachteil hier: Die Dokumente sind hier zwar registriert, können aber nicht eingesehen werden. Das Vorsorgeregister notiert, dass eine Betreuungsverfügung erstellt wurde, aber nicht, was darin steht. Die Registrierung beim Vorsorgeregister ist gegen eine Gebühr möglich. Eine weitere Möglichkeit die Betreuungsverfügung aufzubewahren ist die Online-Hinterlegung. Zahlreiche Dienstleister bieten diesen Service an.

## Widerruf, Kündigung und Entlassung des Betreuers
Eine Betreuungsverfügung kann wie eine Vorsorgevollmacht jederzeit ohne Einhaltung einer Form widerrufen oder geändert werden. Gemäß § 1908d BGB ist ein Widerruf der Betreuung allerdings nicht möglich, wenn die Betreuung „von Amts wegen“ notwendig ist. Sollte der Betreuungsfall bereits eingetreten sein, kann die Betreuungsverfügung trotz Geschäftsunfähigkeit widerrufen werden – dann bestimmt das Betreuungsgericht einen anderen Betreuer. Nach § 1908b BGB kann das Betreuungsgericht den Betreuer außerdem entlassen, wenn es Zweifel an dessen Eignung gibt, „ein anderer wichtiger Grund für die Entlassung“ besteht oder der Betreute eine andere geeignete Person findet, die zur Betreuung bereit ist.